# Islám ve Spojených státech amerických
Islám je v USA po křesťanství, judaismu a buddhismu čtvrtým největším náboženstvím. V roce 2009 se k němu hlásilo 0,9 % populace v porovnání se 78,3 % křesťany, 16,4 % nepřidruženými k žádnému nábožnství, 1,8 % Židy a 1,2 % buddhisty.
Velmi malá populace muslimů se výrazně zvýšila ve 20. století kvůli rostoucímu přistěhovalectví a rozsáhlými konverzemi.
Nedávní přistěhovalci tvoří většinu z celkového počtu muslimského obyvatelstva. V USA narození muslimové jsou především Afroameričané, kteří tvoří třetinu všech amerických muslimů. Mnozí z nich přestoupili na islám během posledních sedmdesáti let. Američtí muslimové pocházejí z různých zemí a jsou jedním z nejvíce rasově rozmanitých náboženských skupin ve Spojených státech.

## Historie
Historii islámu ve Spojených státech lze rozdělit do tří období: období kolonizace, období po první světové válce a posledních několik desetiletí.

### Muslimové v raných Spojených státech
Estevanico z Azamor byl prvním muslimem v Severní Americe. Byl to Berber ze severní Afriky, jenž spoluobjevoval budoucí státy Arizonu a Nové Mexiko pro Španělské impérium. Estevanico přišel do Ameriky v 16. století jako otrok španělského cestovatele Alvara Núñeze de Vaca. Po připojení k osudové Narvaézově expedici roku 1527 byl on i jeho pán zajat Indiány, ale unikl náročnou cestou podél pobřeží Mexického zálivu. V roce 1539 Estevanico řídil první španělské prozkoumání amerického Jihozápadu.
V roce 1790 jihokarolínská legislativa poskytla speciální právní status komunitě Maročanů – měli stejné práva a povinnosti jako běloši; stalo se to dvanáct let po formálním uznáním nezávislosti USA sultánem z Maroka (byl první hlavou státu, která to udělala). V roce 1796 tehdejší prezident John Adams podepsal Tripoliskou smlouvu prohlašující, že "Spojené státy nechovají žádné nepřátelství proti zákonům a náboženství muslimů".

### Otroci

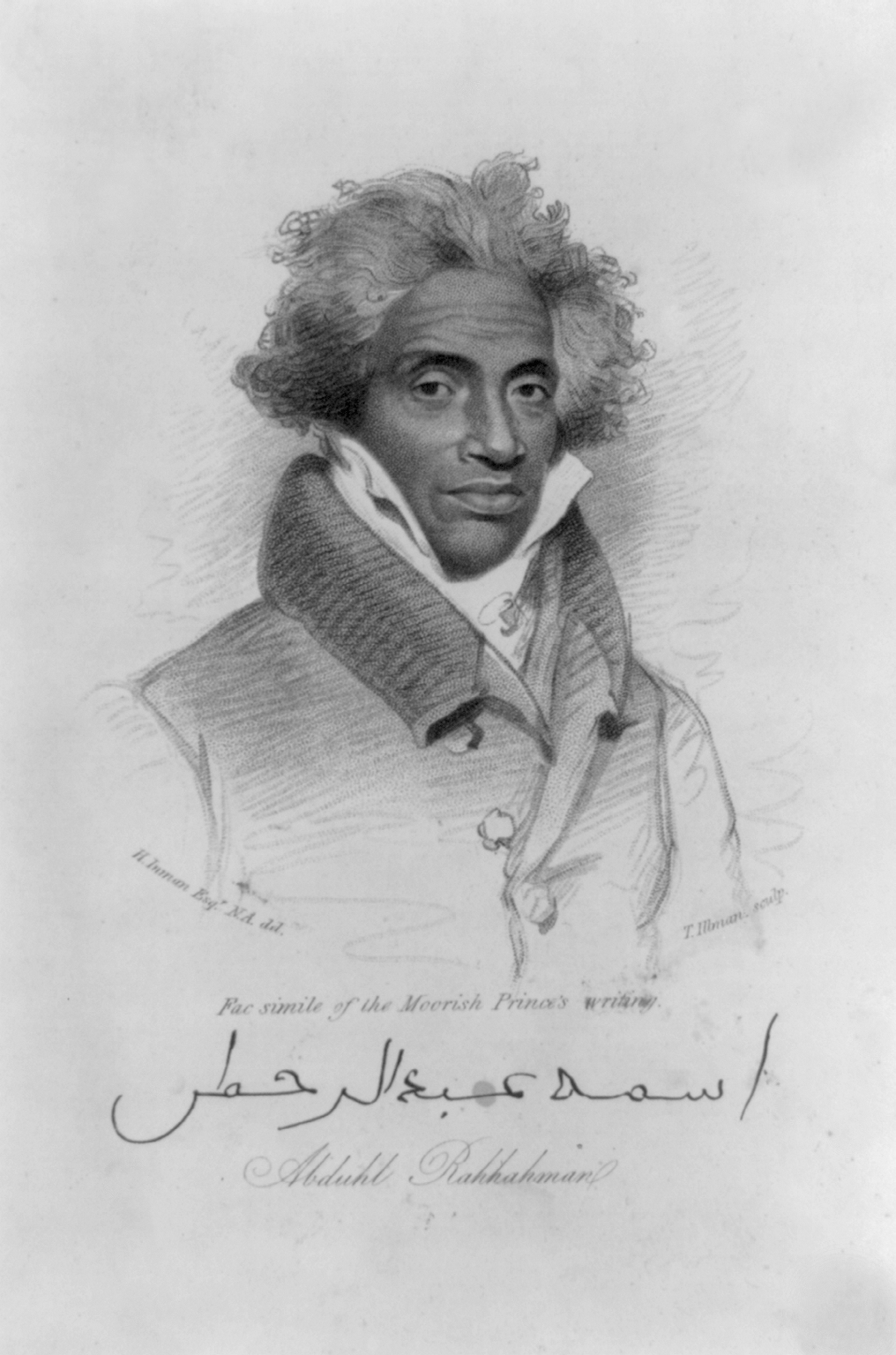
Abdulrahman Ibrahim Ibn Sori, muslimský princ ze západní Afriky a otrok ve Spojených státech.

Existuje omezený akademický výzkum týkající se afrických muslimů dopravených do Severní Ameriky jako otroci. Historické záznamy o etnickém původu a kulturních rozdílech mezi otroky jsou ale celkem vzácné. Nicméně někteří současní autoři a historikové spekulují, že značné procento otroků mělo nějaké vazby na muslimské prostředí. Odhady o procentu otroků nakoupených od Arabů jsou v rozmezí od 10 % do 20 %.
První otroci z Afriky se objevili v Severní Americe během 20. let 16. stol. Do této oblasti bylo prodáno zhruba 500.000 Afričanů, což představuje 4,4% z 11.328.000 otroků dovezených do Amerických kolonií. Odhaduje se, že více než 50 procent otroků dovezených do Severní Ameriky přišli z oblastí, kde byl islám následován alespoň menšinou populace. Značné množství pocházela ze Senegambie, v regionu s prokázanou komunitou muslimů už od 11. století.
Přesto, že žili v cizím prostředí, existují důkazy, že na počátku se muslimští otroci scházeli na místní modlitby. V některých případech příležitostně poskytoval soukromé modlící místa jejich vlastník. Dva nejvíce známí muslimští otroci v Severní Americe byli Ayuba Sulejman Diallo a Omar ibn Said. Sulejman přišel do Ameriky v roce 1731 a vrátil se do Afriky v roce 1734. Stejně jako mnoho jiných muslimských otroků, se i oni často setkávali s překážkami při pokusu vykonávat náboženské rituály. Omar Ibn Said (asi 1770 -1864) patří k nejlépe zdokumentovaným příkladům praktikujícího muslimského otroka. Bydlel na plantáži v koloniální Severní Karolíně, kde napsal mnoho textů v arabštině.
Narodil se v království Futa Tooro (moderní Senegal) a dorazil do Ameriky 27. prosince 1807, jeden měsíc před zrušením dovozu otroků do USA. Jeho díla sestávají z Bismillah, veršů z Koránu, 23. Žalmu a autobiografie. V roce 1819 obdržel Omar arabský překlad křesťanské Bible od svého pána Jamese Owena. Tato Bible je nyní umístěna na Davidson College v Severní Karolíně. Přestože se Omar obrátil na křesťanství 3. prosince 1820, mnoho moderních učenců věří, že i byl nadále muslim, a to na základě věnování Mohammedovi napsaném v jeho Bibli. V roce 1991 se jedna mešita ve Fayetteville v Severní Karolíně na jeho počest přejmenovala na mešitu Omara Ibn Saida.